# Completação (poço de petróleo)
Completação, na produção de petróleo, é o processo de deixar um poço pronto para a produção (ou injeção de água, diversos fluidos de tratamento e estimulação do reservatório ou gases). Isso envolve, principalmente, a preparação do fluido da perfuração para as especificações exigidas, a execução do tubo de produção e suas ferramentas associadas baixadas na perfuração, bem como perfuração e estimulação, conforme necessário. Às vezes, o processo de execução e cimentar o revestimento também está incluído.

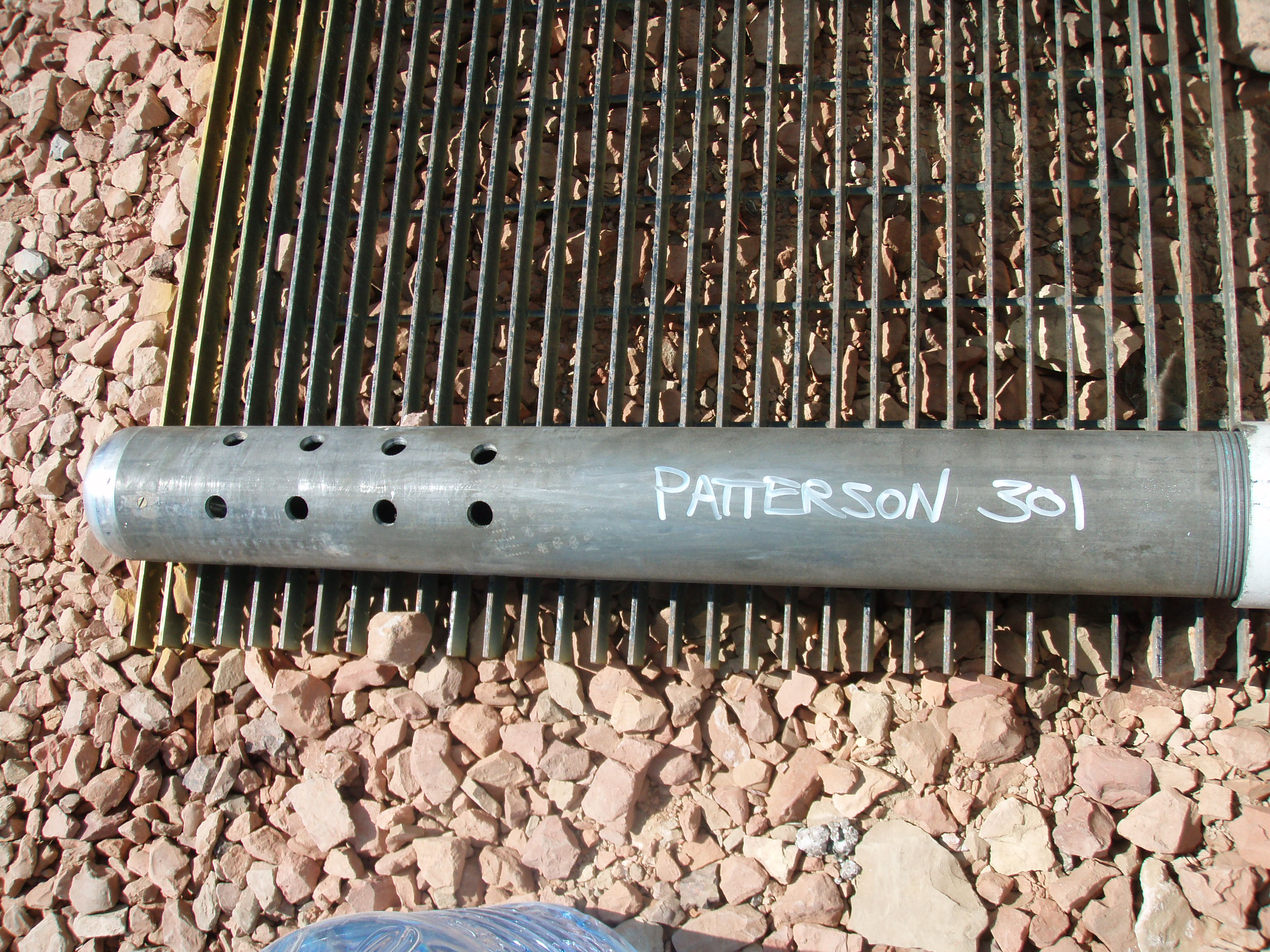
Sapata perfurada.

## Completação inferior
Essa refere-se à porção do poço entre a zona de produção ou de injeção. O projetista do poço tem muitas ferramentas e opções disponíveis para projetar a completação inferior de acordo com as condições do reservatório. Normalmente, a completação inferior é definida através da zona produtiva, utilizando um sistema de suspensão do liner, que ancora a completação inferior para a coluna de revestimento de produção. As grandes categorias de menor conclusão estão listadas abaixo.

### Completação em poço aberto (barefoot)
Este tipo é o mais básico, mas pode ser uma boa escolha para rochas de alta resistência, perfurações multilaterais e perfuração sub-balanceada (underbalanced drilling, UBD).